# Fayl-Billot
Fayl-Billot är en kommun i departementet Haute-Marne i regionen Grand Est (tidigare regionen Champagne-Ardenne) i nordöstra Frankrike. Kommunen ligger i kantonen Fayl-Billot som tillhör arrondissementet Langres. År 2022 hade Fayl-Billot 1 290 invånare.

## Befolkningsutveckling
Antalet invånare i kommunen Fayl-Billot
| Referens: INSEE |